# Jean-François Chanet
Pour les articles homonymes, voir Chanet.
Jean-François Chanet, né le 2 janvier 1962, est un historien français spécialiste de la France du XIXe siècle. Il a notamment travaillé sur les « petites patries » au cours de cette période.

## Biographie

### Jeunesse et études
Jean-François Chanet naît le 2 janvier 1962. Il étudie à l'École normale supérieure de la rue d'Ulm (1982 L), puis est reçu à l'agrégation d'histoire en 1985.
Pensionnaire de la fondation Thiers en 1991, il soutient en 1994 à l'université Paris-I, sous la direction de Maurice Agulhon, une thèse de doctorat intitulée « L’école républicaine et les petites patries. Enseignement primaire et sentiment d’appartenance en France sous la Troisième République (1879-1940) ».
Il soutient en décembre 2002 son habilitation à diriger des recherches sur la base d'un ensemble de travaux intitulé « Enraciner la nation en France, XIXe – XXe siècles », à l’université Paris-I. Cette habilitation a été préparée sous la direction du professeur Christophe Charle.

### Parcours professoral
Ayant obtenu l'agrégation, il est nommé maître de conférences à l'université de Lille (Lille 3) en 1994. Il est nommé professeur des universités dans ce même établissement en 2003. Il y enseigne jusqu'en 2010.
En 2010, il est nommé professeur d'histoire du XIXe siècle à l'Institut d'études politiques de Paris.
Coordinateur du projet de recherche sur « Les occupations militaires en Europe, de l’affirmation des États modernes à la fin des empires (fin du Moyen Âge – fin du XXe siècle) » (OME), sélectionné par l’ANR en octobre 2006 dans le cadre de l’appel à projets « Conflits, guerres, violences ».

### Parcours professionnel
Il est membre honoraire de l'institut universitaire de France.
Il est nommé, lors du conseil des ministres du 17 décembre 2014, recteur de l'académie de Besançon, en remplacement d'Éric Martin. Il est recteur de la région académique Bourgogne-Franche-Comté de 2016 à 2022.
Depuis 2019, il préside le Comité d'histoire de l'Éducation nationale.
Depuis 2022, il est président du conseil d'administration de l'Institut d'études politiques de Lille.
Depuis mars 2025, il est recteur de l'Académie de Créteil, il succède à Julie Benetti.

### Récompenses
Il est, ès qualités, commandeur des Palmes académiques. Il est nommé Chevalier de la légion d'honneur lors de la promotion du 1er janvier 2017[réf. souhaitée].

## Publications

### Monographies
- L'école républicaine et les petites patries, préface de Mona Ozouf, Paris, Aubier, 1996, 426 p.  (ISBN 2-7007-2275-2)
- Les félibres cantaliens : aux sources du régionalisme auvergnat (1879-1914), Clermont-Ferrand, Adosa, 2000, 349 p.  (ISBN 2-86639-067-9)  — mémoire de maîtrise remanié
- Vers l'armée nouvelle : République conservatrice et réforme militaire, Rennes, Presses universitaires de Rennes, 2006, 320 p., XIV p. de planches.  (ISBN 2-7535-0193-9)
- Une laïcité socialiste (coll. « Les essais »), Paris, Fondation Jean-Jaurès, 2009, 60 p.  (ISBN 978-2-910461-81-2)
- « Le Seize-Mai 1877 dans la culture politique française », dans Le Seize-Mai revisité, Villeneuve d'Ascq, IRHiS-Ceges, 2009. p. 145-154.

### Directions
- avec Christian Windler, Les ressources des faibles : neutralités, sauvegardes, accommodements en temps de guerre, XVIe – XVIIIe siècle, actes des journées d'étude, Berne, 9-10 novembre 2007, Rennes : Presses universitaires de Rennes, 2009, 457 p.  (ISBN 978-2-7535-0956-6)

### Collaborations
- avec Jean-Pierre Debaere, Jacques Demougin, et alii, L'ABCdaire de l'école de la France, Paris : Flammarion ; Chalon-sur-Saône : ANCR, 1999, 119 p., collection L'ABCdaire. Série Histoire,  (ISBN 2-08-012656-3)
- avec Laurent Frajerman, Françoise Bosman et Jacques Girault, La Fédération de l'Éducation nationale, 1928-1992 : histoire et archives en débat, Villeneuve d'Ascq : Presses universitaires du Septentrion, 2009, collection Histoire et civilisation,  (ISBN 978-2-7574-0063-0), 351 p.
- avec Emmanuel Jousse, Œuvres de Jean Jaurès, Penser dans la mêlée (1907-1910), tome 12, Paris, Fayard, 2021, collection Histoire,  (ISBN 978-2213717654), 576 p.

## Distinctions
- Chevalier de la Légion d'honneur
- Commandeur de l'ordre des Palmes académiques